# Ekal·latum
Ekal·latum (accadi: 𒌷𒂍𒃲𒈨𒌍, URUE2.GAL.MEŠ, literalment ‘els palaus') va ser una ciutat estat de Mesopotàmia que existia cap a l'any 1850 aC al nord-oest del regne de Warum (Eixnunna). Les tauletes de Mari anomenen als seus habitants ekal·lateus. La situació exacta de la ciutat no ha estat trobada però devia ser a l'esquerra del Tigris.
El primer rei conegut és l'amorita Ila-kabkabu que hauria entrat en conflicte amb Mari. Regnava a Ekal·latum el seu fill Xamxi-Adad I que cap al 1796 aC va conquerir Mari, protectorat d'Eixnunna, i va col·locar al seu fill Yashmakhadad al tron de la ciutat. Daduixa d'Eixnunna va reconquerir la regió al sud de Mari, però cap al 1783 aC va fer la pau amb Ekal·latum i Mari i fins i tot Ekal·latum va rebre el suport d'Eixnunna contra el regne de Qatna. El fill de Daduixa, Ibalpiel II, cap al 1775 aC no va tardar a denunciar el tractat i va fer la guerra a la dinastia d'Ekal·latum al morir Xamxi-Adad. Yashmakhadad, fill de Xamxi-Adad I, no va poder sostenir-se al tron sense el seu pare, i va ser enderrocat per Zimrilim de l'antiga dinastia, que tenia el suport de Yamkhad. A Ekal·latum es va sostenir Ixme-Dagan I, el fill gran de Xamxi-Adad I. El regnat d'Ixme-Dagan I va ser caòtic, i diversos senyors, especialment Zimrilin de Mari, el van desafiar. El 1765 aC els elamites van ocupar Ekal·latum i el rei es va refugiar amb Hammurabi de Babilònia que el va ajudar a recuperar el tron,. Ekal·latum es va convertir en una ciutat vassalla de Babilònia. A la mort d'Ixme-Dagan I el va succeir el seu fill Mut-Aixkur darrer sobirà conegut, Després la ciutat deixa de ser esmentada. Com que Mut-Aixkur apareix a les Llistes de reis d'Assíria, sembla que Ekal·latum va estar estar sotmesa a aquest estat.